# Triepeolus tepanecus
Triepeolus tepanecus är en biart som först beskrevs av Cresson 1878.  Triepeolus tepanecus ingår i släktet Triepeolus och familjen långtungebin. Inga underarter finns listade i Catalogue of Life.